# Przebędowo Słupskie
Przebędowo Słupskie (kaszb. Przebãdowò lub też Przebãdzewò, niem. Prebendow) – osada kaszubska w Polsce położona w województwie pomorskim, w powiecie słupskim, w gminie Główczyce. Wieś wchodzi w skład sołectwa Dargoleza.
W latach 1975–1998 miejscowość administracyjnie należała do województwa słupskiego.

## Nazwa
Nazwa miejscowości, wzmiankowana po raz pierwszy w formie Prebandowo w 1408, ma pochodzenie słowiańskie i charakter dzierżawczy. Powstała przez dodanie do nazwy osobowej Przebąd formantu -owo. Friedrich Lorentz odnotował kaszubskie (kabackie) formy nazwy: Přebądowu̯o, Přebąʒewu̯o. Niemiecka nazwa Prebendow jest adaptacją fonetyczną pierwotnej nazwy słowiańskiej. We współczesnej nazwie polskiej wyróżnik słupskie dodano w celu odróżnienia od miejscowości Przebędowo (ob. Przebendowo) w powiecie wejherowskim.
Rada Języka Kaszubskiego proponuje kaszubską formę nazwy Przebãdowò Słëpszczé.